# Port lotniczy Foya
Port lotniczy Foya (ang. Foya Airport) (IATA: FOY) – liberyjski port lotniczy położony w Foya.